# Grammatik
Grammatik (Från grekiska: γραμματική, grammatikí) är det regelsystem för språk som beskriver hur morfem (orddelar) kombineras för att bilda ord och dessa i sin tur kombineras för att skapa förståeliga satser och meningar. Ordet används dels om det underliggande regelsystem som varje talare av ett enskilt språk omedvetet eller medvetet lärt in, dels om den gren av språkvetenskapen som studerar hur sådana regelsystem är uppbyggda och slutligen om beskrivningar av sådana regelsystem nedskrivna i till exempel en bok. Grammatik i den sistnämnda betydelsen – nedskrivna regelsystem – är den grammatik som allmänheten oftast möter i form av traditionell skolgrammatik.
Man skiljer på deskriptiv och preskriptiv grammatik, den deskriptiva syftar till att beskriva den språkliga verkligheten och den preskriptiva ger rekommendationer för hur man skall bruka språket.

## Etymologi
Ordet "grammatik" kommer från grekiskans γραμματικὴ τέχνη (grammatike téchne), vilket betyder "bokstävernas konst", från γράμμα (grámma), "bokstav", själv från γράφειν (gráphein), "rita", "skriva".

## Grammatik i traditionell språkvetenskap
Med grammatik menas reglerna för hur ord (lexem) böjs och sätts samman i satser och meningar. Grammatiken indelas i morfologi (formlära) och syntax (satslära). En del av morfologin, ordbildningsläran, behandlas dock oftast inte inom ramen för traditionell grammatik. Även regler för hur ljud kombineras (fonotax) och hur satser kombineras till texter faller utanför grammatiken. Grammatik är en del av lingvistiken, språklära i vidare bemärkelse. 
Den grammatiska vetenskapen lägger fram olika regler för hur ett språk ser ut (särspråklig grammatik) och teorier om hur grammatiska system fungerar (allmän grammatik).

## Det inre regelsystemet
Studiet av det inre regelsystemet sträcker sig vidare än inom traditionell grammatik; alla aspekter av hur språket bildas omfattas: fonetik beskriver de talljud som ingår i språket. Fonologi beskriver användningen av ljud för att forma orddelar. Morfologi beskriver olika former av ord och orddelar. Syntax beskriver hur ord och orddelar sammanfogas till satser. Därutöver finns semantik och pragmatik.
Startskottet för det vetenskapliga studiet av den inre grammatiken var när Noam Chomsky 1957 lade fram tankar som blev grunden för studiet av generativ grammatik.
Den grundläggande grammatiken (språkets bas) lär sig barn snabbt och tidigt. Chomsky antog därför att grammatikens utformning beror på hjärnans uppbyggnad och kapacitet. Man försöker genom att undersöka fenomen som förekommer i alla språk för att få reda på vad i språket som är specifikt för arten människa. Ett annat sätt att studera vad som är specifikt för människans språkförmåga är att studera grupper av regler som verkar hänga samman (knippen). 

## Historia
Den traditionella europeiska grammatiken, med indelning i satsdelar och ordklasser samt olika underkategorier, utformades på antik grund under medeltiden och utvecklades under århundradena därefter. Man utgick huvudsakligen från latinets uppbyggnad, och anpassade sedan grammatiken för beskrivning av andra språk. Under 1900-talet utvecklades strukturlingvistiken, en strukturell grammatik som beskriver språket som ett sammanhängande system av enheter som är beroende av varandra. Ett fåtal språkljud, fonem, bygger upp språkets minsta betydelsebärande enhet, morfem, som i sin tur kan kombineras till ord och satser. Varje språk har sin egen uppsättning av fonem och morfem, med regler för deras kombination.